# Густаты
Густаты (бел. Густаты) — деревня в Браславском районе Витебской области Беларуси. Входит в состав Тетерковского сельсовета.

## География
Деревня находится в западной части Витебской области, на северном берегу озера Густаты (Густата), при автодороге Н-2165, на расстоянии приблизительно 18 километров (по прямой) к юго-востоку от города Браслав, административного центра района. Абсолютная высота — 162 метра над уровнем моря. Площадь населённого пункта — 0,5438 км².

## История
По состоянию на 1905 год, в деревне проживало 289 человек (153 мужчины и 136 женщин). В административном отношении входила в состав Иодской волости Дисненского уезда Виленской губернии.
В 1921 году входила в состав гмины Йоды Дисенского повета Виленского воеводства Второй Польской республики. Числилось 294 жителя (148 мужчин и 146 женщин), проживавших в 52 домах. В этническом составе населения того периода поляки составляли 87,1 %, белорусы — 12,9 %. В конфессиональном составе населения преобладали католики (96,6 %), также были представлены иудеи (2,7 %) и православные христиане (0,7 %).
До 16 сентября 1960 года деревня входила в состав Иодского сельсовета Шарковщинского района.

## Население
По данным переписи 2019 года, в деревне проживало 34 человека.
| Год  | Население, человек |
| ---- | ------------------ |
| 1905 | 289                |
| 1921 | ↗ 294              |
| 2009 | ↘ 52               |
| 2019 | ↘ 34               |